# Збірна Австралії з хокею із шайбою
Збірна Австралії з хокею із шайбою (англ. Australia national ice hockey team) — національна збірна команда Австралії, яка представляє свою країну на міжнародних змаганнях з хокею із шайбою. Управління збірною здійснюється Австралійською хокейною федерацією.

## Історія
Більшість гравців  національної збірної Австралії є емігрантами з Канади та інших країн, які відтоді стали громадянами Австралії або мають подвійне громадянство. Збірна Австралії брала участь у Зимових Олімпійських іграх 1960 року у Скво-Веллі. Австралія програла обидві гри збірній Чехословаччини (18:1) та майбутнім чемпіонам збірній США (12:1).
Австралія бере участь в чемпіонатах світу з 1960 року. Найкращий результат був в тому ж таки 1960 році - 9 місце.
З 2000-их років, збірна Австралії постійно виступає у другомі дивізіоні чемпіонату світу з хокею, у 2009 році пробились до Дивізіону І, де зайняли шосте місце.
Чемпіонати 2020 та 2021 років збірна Австралії пропустила через пандемію COVID-19, а 2022 року через відмову.

## Світовий рекорд
У 1987 році на чемпіонаті світу з хокею австралійці встановили рекорд за кількістю закинутих шайб в одному матчі, перегравши збірну Нової Зеландії 58:0, побивши рекорд канадців 1949 року у матчі з данцями 49:0.

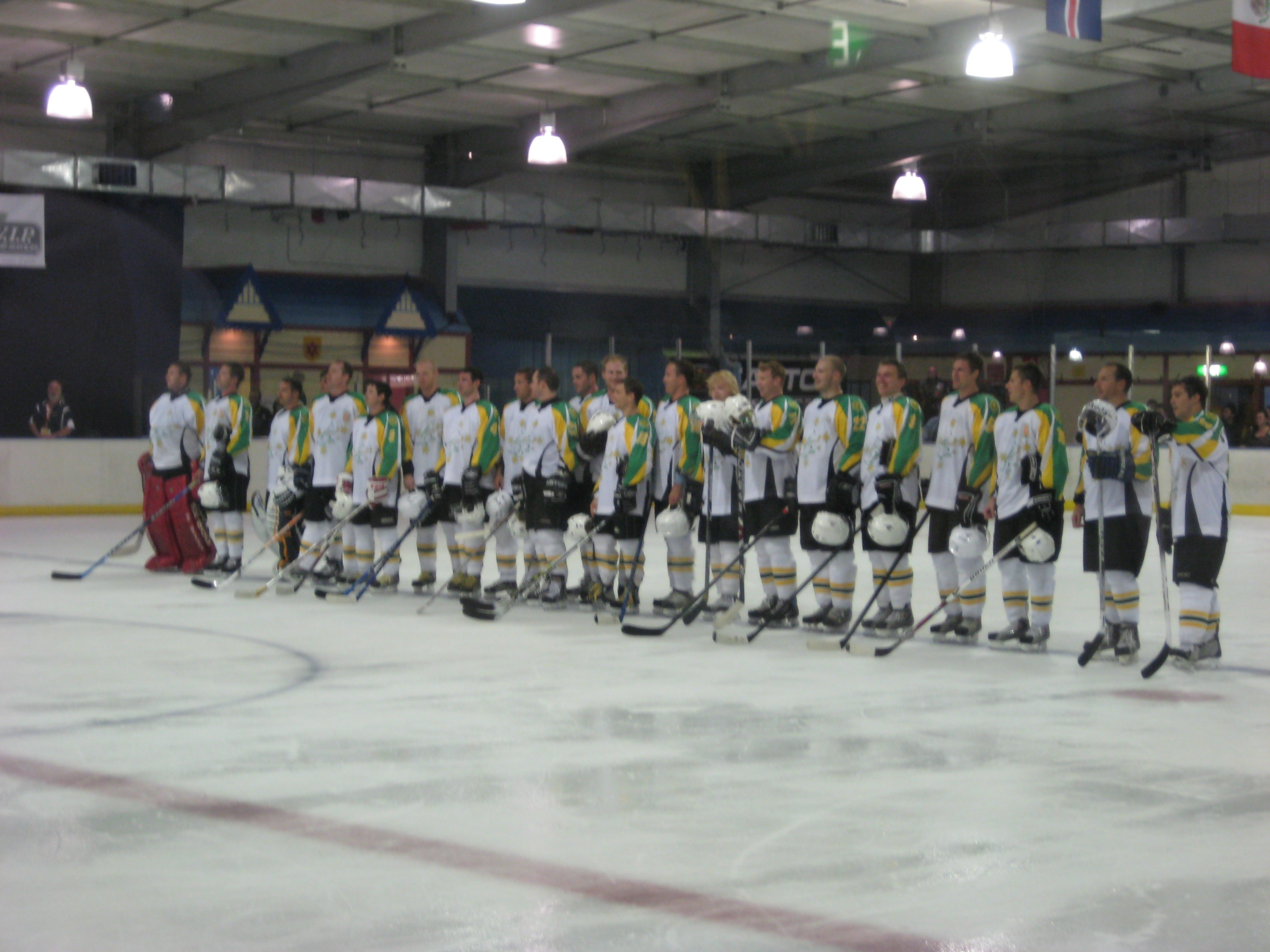
Збірна Австралії 2008

## Результати

### Виступи на чемпіонаті світу
- 1962 — 5-е місце (група В)
- 1974 — 7-е місце (група С)
- 1978 — 8-е місце (група С)
- 1986 — 10-е місце (група С)
- 1987 — 1-е місце (група D)
- 1989 — 8-е місце (група С)
- 1990 — 2-е місце (група D)
- 1992 — 3-є місце (група С)
- 1993 — 7-е місце (група С)
- 1994 — 13 місце (група С)
- 1995 — 16-е місце (група С)
- 1996 — 8-е місце (група D)
- 1997 — 6-е місце (група D)
- 1998 — 2-е місце (група D)
- 1999 — 3-є місце (група D)
- 2000 — 3-є місце (група D)
- 2001 — 3-є місце Дивізіон II, Група А
- 2002 — 4-е місце Дивізіон II, група А
- 2003 — 4-е місце Дивізіон II, група А
- 2004 — 3-є місце Дивізіон II, Група А
- 2005 — 2-е місце Дивізіон II, Група А
- 2006 — 3-є місце Дивізіон II, Група В
- 2007 — 2-е місце Дивізіон II, Група В
- 2008 — 1-е місце Дивізіон II, Група В
- 2009 — 6-е місце Дивізіон I, група А
- 2010 — 2-е місце Дивізіон II, Група А
- 2011 — 1-е місце Дивізіон II, Група А
- 2012 — 6-е місце Дивізіон I, Група В
- 2013 — 4-е місце Дивізіон ІІА
- 2014 — 4-е місце Дивізіон ІІА
- 2015 — 6-е місце Дивізіон IIA
- 2016 — 1-е місце Дивізіон IIB
- 2017 — 2-е місце Дивізіон IIA
- 2018 — 2-е місце Дивізіон IIA
- 2019 — 3-є місце Дивізіон ІІА
- 2023 — 4-е місце Дивізіон IIA
- 2024 — 5-е місце Дивізіон IIA
- 2025 — 5-е місце Дивізіон IIA